# North East Reef
North East Reef är ett rev i Australien.   Det ligger i delstaten Western Australia, i den västra delen av landet, 3 400 km väster om huvudstaden Canberra. North East Reef ligger i ögruppen Wallabi Group, den nordligaste av grupperna i Houtman Abrolhos.